# 街頭龐克
街頭龐克（英語：Street punk，又作：Streetpunk）是一種工人階級為主的龐克搖滾，大略成形於1980年代，部分是為了反對第一波英倫龐克大眾認知藝術的做作。街頭龐克起源自Oi!風格，樂團Sham 69、Angelic Upstarts、Cockney Rejects與Cock Sparrer都是這種風格的表演者。然而，在街頭龐克持續的發展下，他早已超越原先Oi!風格的限制。一般而言，在Oi!的影響下，街頭龐克比那些勞工階級或光頭黨還要奇裝異服，多種髮色、莫霍克頭（即刺蝟頭）、大釘裝飾的皮背心與繡有政治標語或樂團名稱的衣服。